# Erythrolamprus dorsocorallinus
Erythrolamprus dorsocorallinus es una especie de serpiente de la familia Colubridae. Se distribuye desde los llanos de Venezuela y Colombia hasta el sudoeste de la floresta amazónica de Brasil, Perú y Bolivia.
El nombre especifico proviene del latin dorsum (dorso) y corallinus (rojo coral). Uno de sus nombres comunes sugeridos es el de «coralita», no se conocen otros nombres comunes para esta especie.